# ジョージ・バーンズ
ジョージ・バーンズ（George Burns, 1896年1月20日 - 1996年3月9日）は、アメリカ合衆国ニューヨーク生まれの俳優、コメディアン。本名はネイサン・バーンバウム（Nathan Birnbaum）。100歳まで生きた。

## 経歴
7歳の時に街角で歌を聴かせるピーウィー・カルテットという一座に入り、芸人生活を始める。1923年、後に妻となるグレイシー・アレンと出会いコンビを結成。バーンズ・アンド・アレンの2人で舞台・ラジオ・映画・テレビなど幅広く活躍した。1950年からテレビで放送された『The George Burns & Gracie Allen Show』は9シーズン続いた人気番組で、エミー賞に何度もノミネートされている。妻グレイシーは心臓を患ったため1958年に引退し、1964年に死去した。
その後のジョージはたまにテレビに出演する程度の半引退状態だったが、1975年にニール・サイモンの戯曲を映画化した『サンシャイン・ボーイズ』に出演。この作品でアカデミー助演男優賞を受賞し、以降は再び精力的に活動を始め、神様役を演じた『オー!ゴッド』シリーズなどで人気を得た。

## 主な出演映画
- ラヂオは笑ふ The Big Broadcast (1932)
- 恋と胃袋 We're Not Dressing (1934)
- 踊る騎士（ナイト） A Damsel in Distress (1937)
- 踊るホノルル Honolulu (1939)
- サンシャイン・ボーイズ The Sunshine Boys (1975)
- オー!ゴッド Oh, God! (1977)
- サージェント・ペパーズ・ロンリー・ハーツ・クラブ・バンド Sgt Pepper's Lonely Hearts Club Band(1978)
- エイティーン・アゲイン/これで2度目の18歳 18 Again! (1988)
- 笑撃生放送! ラジオ殺人事件 Radioland Murders (1994)